# 米爾代爾 (康乃狄克州紹辛頓)
米爾代爾（英語：Milldale）是位於美國康乃狄克州哈特福縣紹辛頓境內的一個街區。

## 地理
米爾代爾的座標為41°33′57″N 72°53′31″W / 41.56583°N 72.89194°W，而該地的平均海拔高度為50米（即164英尺）。